# Alexandra Maria Lara

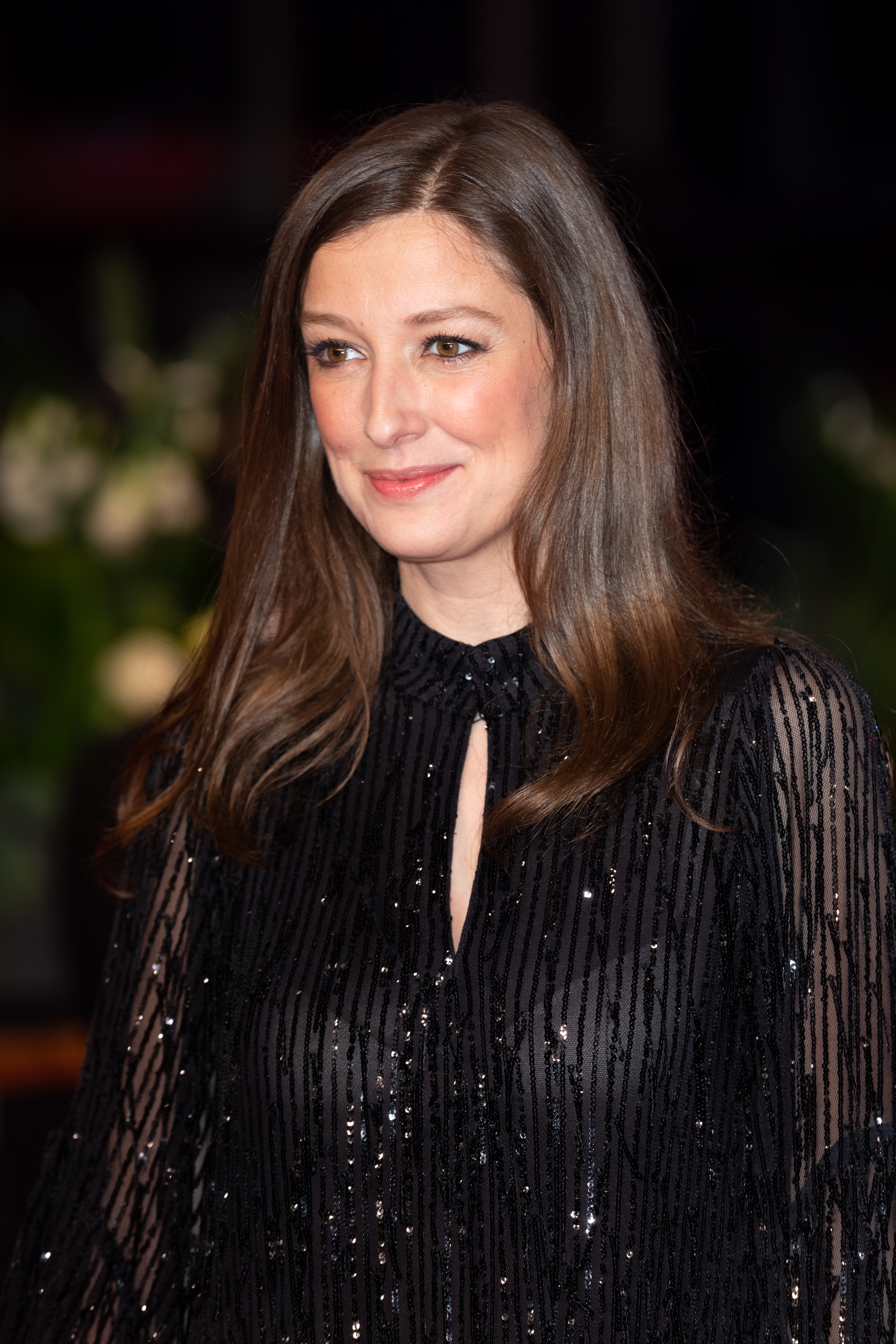
Alexandra Maria Lara (2020)

Alexandra Maria Lara (bürgerlich Alexandra Maria Riley, geb. Plătăreanu; * 12. November 1978 in Bukarest) ist eine deutsch-rumänische Schauspielerin.

## Leben

### Herkunft und Ausbildung
Laras Vater, der Schauspieler Valentin Plătăreanu, war Vizedirektor des Nationaltheaters Bukarest, ihre Mutter Doïna ist Sprachwissenschaftlerin. Die Familie floh 1983 mit einem Tagesvisum vor dem Ceaușescu-Regime. Ursprünglich wollte die Familie nach Kanada, ließ sich dann aber in Deutschland nieder. Lara wuchs zunächst in Freiburg im Breisgau auf, ehe ihre Familie nach Berlin umsiedelte. Ihr Vater konnte in Deutschland schnell Fuß fassen: Er arbeitete als Schauspiellehrer und gründete die staatlich anerkannte Schauspielschule Charlottenburg. Lara war stets Mitglied im Schultheater. Nach ihrem Abitur am Französischen Gymnasium Berlin nahm sie zwischen 1997 und 2000 Unterricht an der Schauspielschule ihres Vaters.

### Film und Fernsehen
Bereits als Neunjährige gab sie im Fernsehfilm With Love, Rita ihr Debüt vor der Kamera. Mit 16 Jahren spielte sie noch als Schülerin die Titelrolle in der ZDF-Vorabendserie Mensch, Pia! Auf Anraten ihrer Agentin und ihres Vaters legte sie ihren rumänischen Nachnamen ab und wählte Alexandra Maria Lara als Künstlernamen. 1997 spielte sie neben ihrer Ausbildung die Hauptrolle im Fernsehthriller Die Mädchenfalle – Der Tod kommt Online. 1998 spielte sie an der Seite von Benno Fürmann im preisgekrönten Fernsehfilm Die Bubi-Scholz-Story von Roland Suso Richter.
Im Kino war Lara in den Filmen Fisimatenten und Südsee, eigene Insel zu sehen. 2000 spielte sie eine kleine Rolle im Jugenddrama Crazy. 2001 folgten unter anderem der Episodenfilm Honolulu unter der Regie des Oscar-Preisträgers Florian Gallenberger und die zweiteilige Fernsehproduktion Der Tunnel, für die sie den New Face Award gewann. 2002 spielte sie in mehreren Produktionen, so in der deutschen Bauarbeiter-Komödie Was nicht passt, wird passend gemacht. In der vierteiligen europäischen Fernsehproduktion Napoleon mit Gérard Depardieu, Isabella Rossellini und John Malkovich war sie als polnische Gräfin Maria Walewska zu sehen.
Sie spielte 2002 auch in der englischen Fernsehproduktion Doktor Schiwago und in Nackt (von Doris Dörrie) an der Seite von Jürgen Vogel.

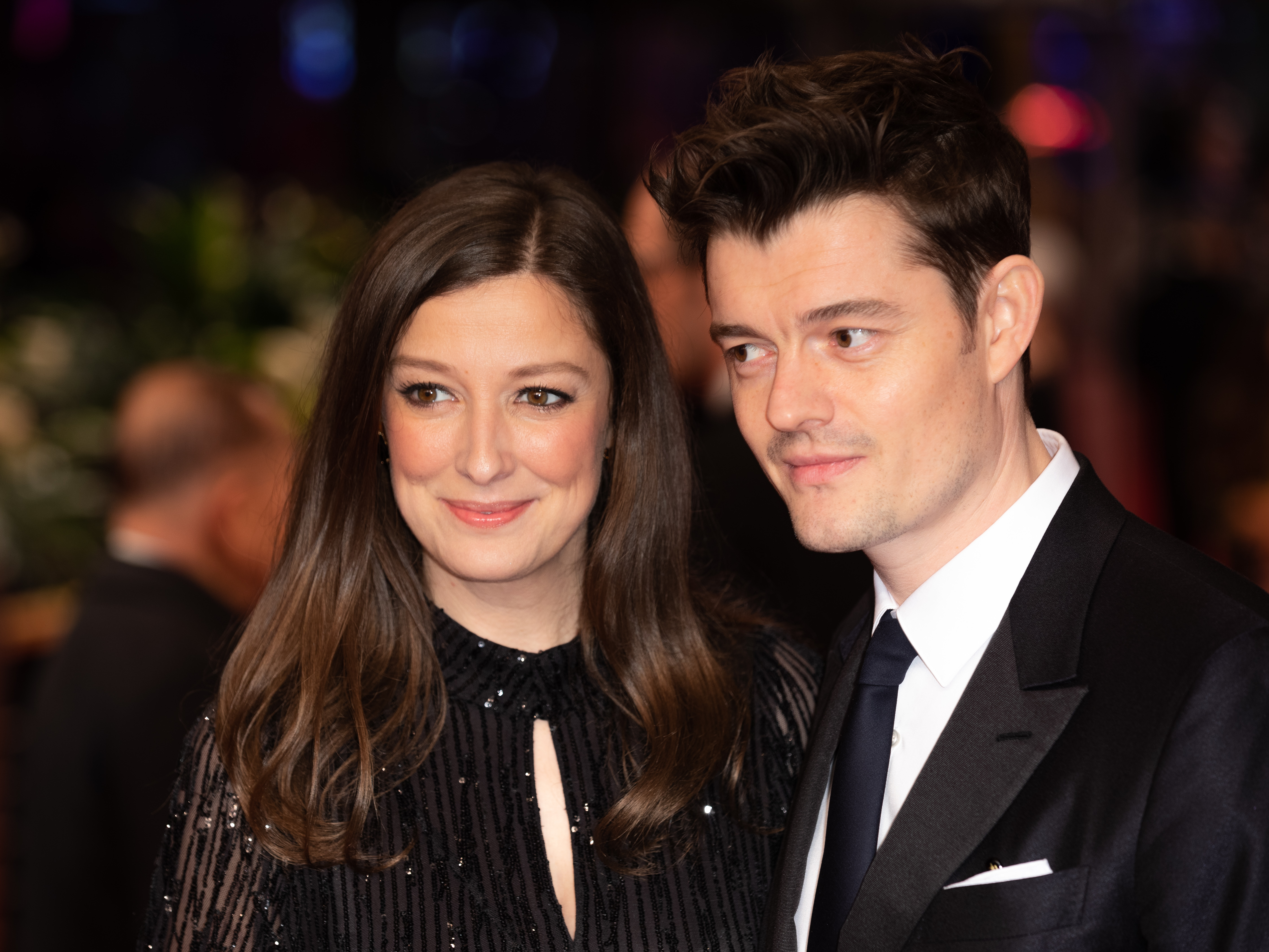
Lara und ihr Gatte Sam Riley auf der Berlinale 2020

2004 spielte sie ihre bekannteste Rolle, Hitlers Sekretärin Traudl Junge, im deutschen Spielfilm Der Untergang. Damit überzeugte sie auch Francis Ford Coppola. Er schrieb Lara einen Brief und gab ihr eine Hauptrolle in seinem Film Jugend ohne Jugend, der am 10. Juli 2008 in die deutschen Kinos kam. Anfang 2005 war sie in Helmut Dietls Romanze Vom Suchen und Finden der Liebe neben Moritz Bleibtreu zu sehen. 2007 lehnte Lara die Rolle einer Sekretärin im Film Operation Walküre – Das Stauffenberg-Attentat ab. 2008 spielte sie im Terrorismus-Historienspielfilm Der Baader Meinhof Komplex die Rolle von Petra Schelm, dem ersten Todesopfer der linksextremistisch-terroristischen Rote Armee Fraktion. Im selben Jahr wurde sie in die Wettbewerbsjury der 61. Filmfestspiele von Cannes berufen.
2022 wurde sie gemeinsam mit Florian Gallenberger als Nachfolgerin von Ulrich Matthes Präsidentin der Deutschen Filmakademie. 2025 wurde sie von Vicky Krieps als Präsidentin abgelöst.

### Privates
Lara war bis 2006 neun Jahre mit dem Marketing-Manager Florian Unger liiert. Seit August 2009 ist sie mit dem britischen Schauspieler Sam Riley verheiratet, den sie 2006 bei den Dreharbeiten zu Control kennenlernte. Das Paar lebt in Berlin-Charlottenburg und hat einen Sohn (* 2014).

## Filmografie

### Kino
- 1995: Ich begehre dich
- 1999: Südsee, eigene Insel
- 2000: Fisimatenten
- 2000: Crazy
- 2001: Der Tunnel
- 2001: Honolulu
- 2001: Leo und Claire
- 2002: Was nicht passt, wird passend gemacht
- 2002: Nackt
- 2004: Der Untergang
- 2004: Cowgirl
- 2005: Vom Suchen und Finden der Liebe
- 2005: Offset
- 2005: Der Fischer und seine Frau
- 2006: Wo ist Fred?
- 2007: Control
- 2007: The Company – Im Auftrag der CIA (The Company)
- 2007: I Really Hate My Job
- 2007: Jugend ohne Jugend (Youth Without Youth)
- 2008: Buffalo Soldiers ’44 – Das Wunder von St. Anna (Miracle at St. Anna)
- 2008: Der Baader Meinhof Komplex
- 2008: Der Vorleser (The Reader)
- 2009: L’affaire Farewell
- 2009: Hinter Kaifeck
- 2009: The City of Your Final Destination
- 2010: Vertraute Fremde (Quartier lointain)
- 2010: Small World (Je n’ai rien oublié)
- 2011: Rubbeldiekatz
- 2012: Nachtlärm
- 2012: Imagine
- 2012: Move On
- 2013: Rush – Alles für den Sieg (Rush)
- 2015: Suite française – Melodie der Liebe (Suite française)
- 2016: Der geilste Tag
- 2016: Vier gegen die Bank
- 2016: Robbi, Tobbi und das Fliewatüüt
- 2017: Nur Gott kann mich richten
- 2017: Geostorm
- 2018: Happy New Year, Colin Burstead.
- 2018: 25 km/h
- 2018: Und der Zukunft zugewandt
- 2019: Der Fall Collini
- 2019: Alfons Zitterbacke – Das Chaos ist zurück
- 2020: Asphalt Burning
- 2021: The King’s Man: The Beginning (The King’s Man)
- 2021: Töchter
- 2022: Liebesdings
- 2022: La Syndicaliste
- 2022: Alfons Zitterbacke – Endlich Klassenfahrt!
- 2024: Chantal im Märchenland

### Fernsehen
- 1994: Stella Stellaris
- 1996: Mensch, Pia! (Fernsehserie, 10 Folgen)
- 1997: Sperling und der falsche Freund (Fernsehreihe)
- 1998: Die Mädchenfalle – Der Tod kommt online (Fernsehfilm)
- 1998: Tatort: Fürstenschüler (Fernsehreihe)
- 1998: Die Bubi-Scholz-Story (Fernsehfilm)
- 1999: Polizeiruf 110: Sumpf (Fernsehreihe)
- 2000: Vertrauen ist alles (Fernsehfilm)
- 2000: Die Kommissarin (Fernsehserie, Folge Die Geliebte des Killers)
- 2000: Luftpiraten – 113 Passagiere in Todesangst (Fernsehfilm)
- 2002: Napoleon (Vierteilige Miniserie)
- 2002: Liebe und Verrat (Fernsehfilm)
- 2002: Schleudertrauma (Fernsehfilm)
- 2002: Doktor Schiwago (Doctor Zhivago) (Fernsehfilm)
- 2002: Trenck – Zwei Herzen gegen die Krone (Fernsehfilm)
- 2003: Der Wunschbaum (Fernsehfilm)
- 2017–2018: You Are Wanted (Fernsehserie, 10 Folgen)
- 2021: 8 Zeugen (Fernsehserie, 8 Folgen)
- 2022: All Those Things We Never Said (Fernsehserie, Frankreich, 9 Folgen)

### Synchronrollen
- 2016: Sing als Rosita für Reese Witherspoon
- 2021: Sing – Die Show deines Lebens (Sing 2) als Rosita für Reese Witherspoon

## Auszeichnungen
- 1992: Else-Adrian-Preis
- 2001: New Faces Award

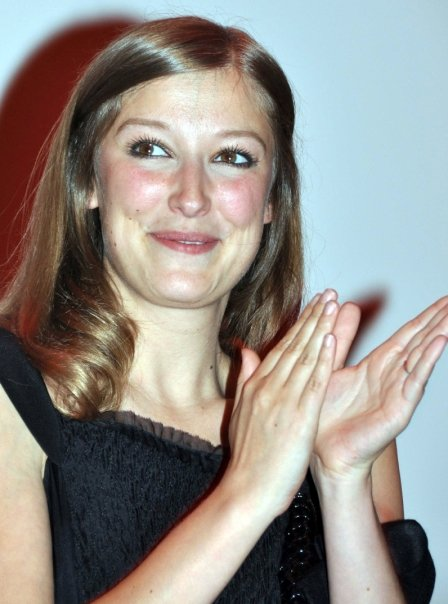
Alexandra Maria Lara, 2009, nach der Premiere des Films L’Affaire Farewell

- 2004: Stil-Ikone des Online-Dienstes Bunte.T-Online.de
- 2004: Maxim – Woman Of The Year und Superwoman Of The Year
- 2004: Bambi – Kinofilm national (Der Untergang)
- 2005: Jupiter – Beste deutsche Darstellerin
- 2005: DIVA-Award – Jurypreis Beste Schauspielerin des Jahres
- 2005: Undine Award – Beste jugendliche Komödiantin für Vom Suchen und Finden der Liebe
- 2005: Udine Award – Nominierung als beste jugendliche Charakterdarstellerin für Cowgirl
- 2005: Goldene Kamera – Beste deutsche Schauspielerin
- 2006: 11. Mailänder Filmfestival – Preis als Beste Darstellerin für ihre Rolle in Der Fischer und seine Frau
- 2023: Hessischer Film- und Kinopreis – Ehrenpreis des Hessischen Ministerpräsidenten[14]